# Бертран, Шарль (хоккеист)
Шарль Бертра́н (фр. Charles Bertrand; род. 5 февраля 1991, Париж) — французский хоккеист, нападающий клуба «Ингольштадт» и сборной Франции.

## Биография
Шарль Бертран начал карьеру хоккеиста в молодёжной школе клуба «Руан». Два года отыграл в Словакии за юниорскую команду тренчинской «Дуклы». В сезоне 2010/11 дебютировал в финской лиге за «Лукко». В 2013 году выступал за финский ТПС и шведский «Ферьестад». С 2014 года по 2016 год играл за «Спорт» из Вааса. 27 апреля 2018 года подписал контракт с российским клубом «Сибирь». В сборной Франции на чемпионате мира впервые сыграл в 2012 году.